# Niñas, No Madres (movimiento)
Niñas, no madres es un movimiento social regional que aborda la problemática de la violencia sexual y maternidades forzadas en niñas y adolescentes latinoamericanas. El movimiento llama la atención sobre casos que, en contextos de pobreza, las niñas y adolescentes enfrentan obstáculos para acceder a políticas públicas que garanticen servicios de salud seguros. El lema "Niñas, No Madres" subraya la necesidad de proteger los derechos de las niñas latinoamericanas, asegurando su salud física, mental y emocional.
Este grupo ha ganado relevancia en países como Argentina, Paraguay, Perú y México, donde han sucedido casos emblemáticos que han puesto en evidencia las fallas del sistema judicial y de salud en la protección de niñas. La magnitud del movimiento regional, se ha manifestado en un conjunto de acciones que han logrado visibilizar y enfrentar la problemática de las maternidades forzadas en América Latina. Entre 2021 y 2022, el movimiento lanzó un kit de acción (el cual incluye materiales descargables para redes sociales que permiten sensibilizar y educar al público sobre la problemática) y un podcast que no solo incluyó a figuras públicas, sino que también movilizó a miles de personas comprometidas con la defensa de los derechos de las niñas. Además, mediante el uso del hashtag #SonNiñasNoMadres, la campaña alcanzó una notable difusión en medios de comunicación y redes sociales, logrando subrayar la urgencia de un cambio estructural en la región. Asimismo, el mensaje "Son niñas, no madres" invita a la acción colectiva, convocando a organizaciones, personas y comunidades a involucrarse, más allá de permanecer o no formalmente a la coalición.

## Orígenes y contexto
La iniciativa surge en América Latina en respuesta a la incidencia de embarazos forzados en niñas y adolescentes, principalmente como resultado de violencia sexual. Desde su origen en 2016, diversas organizaciones, entre ellas Amnistía Internacional, Planned Parenthood, CLACAI (Consorcio Latinoamericano contra el Aborto Inseguro) y GIRE (Grupo de Información en Reproducción Elegida), comenzaron a trabajar en conjunto para visibilizar esta problemática y exigir que los Estados respeten los derechos de las menores, asegurándoles acceso a servicios de salud sexual y reproductiva, incluida la interrupción legal del embarazo cuando corresponda. La campaña se desarrolla en un contexto social y político caracterizado por limitaciones en el acceso a derechos reproductivos para las menores.

### Contexto social y político
El movimiento surge en un contexto influido por desigualdades de género, casos de violencia sexual y la ausencia de educación sexual integral en América Latina. Estos factores crean un entorno donde las niñas son especialmente vulnerables a sufrir abusos y quedar atrapadas en un ciclo de violaciones a sus derechos fundamentales. En Latinoamérica, estas problemáticas se reflejan en las cifras de embarazos en menores de edad, muchos de ellos relacionados con casos de violaciones o abusos sexuales, lo que implica riesgos para la salud física y mental de las niñas. La ausencia de políticas adecuadas y la falta de acceso a servicios de salud sexual y reproductiva han actuado como catalizadores para la creación de la coalición, además también impulsó a diversas organizaciones y activistas a unir fuerzas en defensa de los derechos de las niñas.

### Situación de los derechos reproductivos
El marco normativo y la situación de los derechos reproductivos en América Latina varía significativamente entre países, pero sigue siendo marcado por fuertes restricciones y desigualdades en el acceso. Las políticas relacionadas con el aborto, en particular, reflejan un amplio espectro que va desde prohibiciones absolutas hasta avances en la despenalización parcial bajo circunstancias específicas.

#### Restricciones legales y acceso desigual
En varios países como Nicaragua, El Salvador y Honduras, el aborto está penalizado en todas las circunstancias, incluso cuando la vida de la mujer o niña está en riesgo. Estas prohibiciones absolutas limitan el acceso a derechos reproductivos y pueden tener consecuencias negativas para la salud mental y física de las víctimas de violencia sexual.

#### Avances y obstáculos en la región
Algunos países han logrado avances, aunque limitados, en la ampliación del acceso al aborto. En Argentina, la aprobación de la Ley de la Interrupción Voluntaria del Embarazo en 2020 marcó un hito en la región. Por otro lado, Ecuador permite el aborto en casos de violación para mujeres con discapacidades mentales o cuando la vida de la gestante está en peligro. Sin embargo, la implementación enfrenta desafíos, ya que las excepciones son interpretadas de manera restrictiva por algunas autoridades sanitarias.

#### Iniciativas y resistencias
Movimientos, como "Niñas, No Madres", emergen en este contexto restrictivo de los derechos reproductivos de las menores en América Latina, denunciando las violaciones a los derechos de niñas y adolescentes forzadas a ser madres y abogando por cambios legislativos que aseguren su acceso a servicios de salud reproductiva. Estas iniciativas enfrentan oposición de sectores que abogan por políticas restrictivas bajo el argumento de proteger la familia y la vida desde la concepción, generando debates sobre los derechos sexuales y reproductivos.

## Objetivos
La red "Niñas, No Madres" tiene como objetivo central visibilizar y combatir la maternidad forzada de niñas en América Latina. Uno de sus propósitos fundamentales es la defensa de los derechos de las niñas, esto incluye llamar y exigir a los gobierno proteger a las menores garantizándoles acceso a servicios de salud y educación sexual integral. Además, el movimiento tiene como objetivo generar conciencia sobre el impacto del embarazo infantil en la vida de las niñas, incluyendo efectos en su salud física y mental, así como la interrupción de su educación y sus oportunidades futuras. A través de campañas de sensibilización y la movilización de diversas organizaciones, la iniciativa busca promover cambios sociales y culturales para cuestionar la normalización de la violencia sexual y la maternidad forzada.
Finalmente, la coalición no solo se enfoca en el ámbito local, sino que busca establecer alianzas a nivel regional e internacional, abogando por una respuesta colectiva que involucre a gobiernos, organizaciones de la sociedad civil y la comunidad en general. La coalición enfatiza que la protección de las niñas requiere un esfuerzo conjunto entre gobiernos, organizaciones de la sociedad civil y la comunidad, con el objetivo de prevenir violaciones a sus derechos y promover un entorno libre de violencia y discriminación.

## Casos emblemáticos
La presentación de los casos emblemáticos de "Niñas, No Madres" ante la Comisión Interamericana de Derechos Humanos (CIDH), en mayo de 2019, permitió dar origen a un litigio internacional que involucra a múltiples países y aborda los derechos reproductivos de niñas y adolescentes en América Latina. Los casos que implican maternidad forzada y la falta de acceso a servicios de salud adecuados destacan la vulnerabilidad de las niñas y subrayan la necesidad de reformas estructurales en las políticas estatales. Al presentar estas denuncias ante la CIDH, el movimiento busca que los gobiernos asuman su responsabilidad de proteger a las niñas y garantizarles opciones para recuperar sus proyectos de vida Durante las audiencias, se ha hecho un llamado a garantizar el acceso de las niñas a servicios integrales de salud sexual y reproductiva, incluyendo la interrupción legal del embarazo, así como a investigar y monitorear estos casos de violencia

### Caso Susana
La menor sufrió abusos sexuales desde que tenía seis años, cometidos por su abuelo, quien era miembro de una organización delictiva en Nicaragua. A los 13 años, Susana quedó embarazada como resultado del abuso sexual. A pesar de que su abuela tenía la intención de reportar a su esposo, la denuncia no se logró concretar, ya que las barreras del Estado se lo impidieron, puesto que nadie quería aceptar su denuncia.
Las autoridades tampoco le permitieron abortar, por lo que Susan tuvo que seguir adelante con su embarazo. La denuncia fue rechazada en cinco ocasiones y luego archivada. Actualmente, el agresor sigue en libertad.

### Caso Fátima
Fátima residía en Guatemala y admiraba a José, un empleado gubernamental que asistía a su familia, le obsequiaba cosas y adquiría cuadernos escolares para ella. Fátima disfrutaba mucho de eso, ya que era una estudiante dedicada que anhelaba ser arquitecta, doctora o profesora en la universidad. Una noche, José agredió sexualmente a Fátima, exactamente después de que ella cumplió 12 años. Tres meses más tarde, la chica se dio cuenta de que estaba esperando un bebé, así que la menor y su madre denunciaron la violación del funcionario. Sin embargo, las autoridades no lograron localizarlo, ya que José huyó después de haber sido advertido por sus conocidos en la fiscalía
Las autoridades, a pesar de que se encontraban al tanto de la situación de Fátima y de su frágil estado de salud mental. En un artículo de LATFEM, se indica que a la menor se la obligó a continuar con el embarazo y se le denegó apoyo psicológico. Además, la menor abandonó su educación, ya que estaba siendo acosada en su escuela. Años más tarde, su agresor sigue en libertad.

### Caso Norma
La niñez de Norma fue complicada, ya que su familia la protegía de su padre, quien había agredido sexualmente a su sobrina, lo que la llevaba a depender constantemente de cuidadores externos. Cuando falleció su abuela, la niña volvió a vivir con su padre y él la agredió sexualmente en múltiples ocasiones. A los 13 años descubrió que estaba embarazada, por lo que su hermana la llevó a denunciar, pero los médicos no le dieron oportunidad de abortar a pesar de que en Ecuador está permitido en caso de riesgo para la vida de la madre
El presunto abusador fue informado sobre la acusación en su contra y debido a la demora en la emisión de la orden de arresto, logró huir. Pasaron los años y este falleció sin enfrentar consecuencias legales. El caso no fue resuelto judicialmente.

### Caso Lucía
La menor formaba parte del coro de la iglesia en Nicaragua, ya que disfrutaba de cantar. El sacerdote de aquella parroquia empezó a mandarle mensajes de naturales sexual y cuando cumplió los 13 años, el sacerdote inició a abusar sexualmente de ella. A los 14 años, Lucía descubrió que estaba embarazada, así que, junto con su madre, denunciaron al agresor, sin embargo, las autoridades obstaculizaron el procedimiento. De manera que, Lucía fue obligada a proseguir con el embarazo y su agresor nunca fue procesado.
Lucía, sin tener acceso a información o educación sexual integral, fue obligada a dar a luz a pesar de haber expresado su deseo de no convertirse en madre y de no estar preparada tanto física como emocionalmente para ello.

### Caso Camila
Camila residía en un área campesina en los Andes de Perú. Desde pequeña, una de las actividades diarias que solía realizar era colaborar con su padre en el paseo de los animales. En el campo, a la edad de 9 años, él la agredió sexualmente por primera vez, continuando con este abuso de manera constante. El agresor de la menor le hizo una amenaza que la llevó a mantener su sufrimiento oculto, ya que le aseguró que si revelaba la verdad, pondría en peligro la vida de su madre y de su hermano.
La menor, tenía trece años y resultó embarazada debido a los abusos sufridos. Con la ayuda de su madrina, decidieron acudir a una comisaría para presentar una denuncia por violación. Además, la madre de la menor solicitó que se llevara a cabo un aborto terapéutico, una alternativa legal en Perú desde 1914 y con un protocolo establecido desde 2014. Sin embargo, los servicios de salud reaccionaron con demora, de manera que Camila tuvo que continuar con el embarazo. Pronto después, la joven experimentó un aborto espontáneo. Ante esta situación, la Fiscalía y el centro médico local decidieron indagar su situación tras acusarla de haber inducido un autoaborto
La ONG Promsex se hizo cargo de la defensa legal de Camila, apoyándola para deshacerse de las acusaciones en su contra y consiguiendo que el abusador fuera sentenciado a cadena perpetua. Sin embargo, hubo más implicaciones, ya que el asunto fue llevado al Comité de los Derechos del Niño de las Naciones Unidas con el fin de que el Estado peruano asumiera la responsabilidad de reparar plenamente a la víctima. A pesar de que el violador fue condenado a cadena perpetua, la fiscalía y quienes lo respaldaron no habían enfrentado consecuencias hasta que “Niñas, No Madres” demandó justicia por la víctima, el dictamen fue aprobado el 13 de junio de 2023.

## Desarrollo en América Latina

### Perú
En Perú, la campaña "Niñas, No Madres" ha trabajado estrechamente con organizaciones locales como Promsex para promover la educación en derechos sexuales y reproductivos y abogar por la implementación de políticas públicas que protejan a niñas y adolescentes de la violencia sexual y la maternidad forzada. A través de campañas de incidencia, han destacado casos emblemáticos como el de Camila, que demuestran la vulnerabilidad de las niñas víctimas de violencia sexual.

### Paraguay
En Nicaragua, el movimiento "Niñas, No Madres" ha logrado visibilizar su mensaje a través de redes sociales y actividades digitales. Una de sus estrategias clave ha sido el uso de campañas virtuales bajo etiquetas como #NiñasNoMadres, alcanzando reconocimiento internacional como una herramienta para denunciar la violencia sexual y las maternidades forzadas en niñas. Además, la denuncia de casos ante la ONU ha contribuido a poner en agenda internacional el impacto de las maternidades forzadas, en un contexto donde Nicaragua enfrenta importantes barreras institucionales para garantizar estos derecho.

### Campañas nacionales relacionadas
Otras campañas como Cincondiciones, surgida en el contexto de la pandemia de COVID-19, han defendido los derechos de salud sexual y reproductiva de mujeres y niñas, reforzando la importancia de un acceso continuo a servicios como la anticoncepción y la atención materna. También, el proyecto Injusta Justicia ha denunciado los problemas derivados de legislaciones punitivas que afectan a adolescentes y sus derechos sexuales y reproductivos.
La Marea Verde, un movimiento feminista que se originó en Argentina y se ha expandido por otros países de la región, ha promovido el acceso al aborto seguro y legal. Entre sus resultados, se incluyen la despenalización del aborto en Argentina en 2020 y algunas decisiones judiciales en México y Colombia que ampliaron los derechos reproductivos.
Estos movimientos y campañas, incluyendo "Niñas, No Madres" forman parte de un esfuerzo colectivo en América Latina para promover reformas legales y garantizar el acceso a una atención integral y respetuosa para niñas y adolescentes.

## Organizaciones y actores principales

### Organizaciones fundadoras
Desde 2016, Amnistía Internacional ha colaborado con Planned Parenthood Global, el Grupo de Información en Reproducción Elegida (GIRE) y el Consorcio Latinoamericano contra el aborto inseguro (CLACAI) para destacar las serias implicaciones que tienen los embarazos infantiles y la violencia sexual en la vida de las niñas a través de la campaña regional Niñas, no madres.

### Organizaciones participantes en el litigio internacional
- Planned Parenthood Global
- Centro de Derechos Reproductivos, el Centro de Promoción y Defensa de los Derechos Sexuales y Reproductivos (Promsex)
- Mujeres Transformando el Mundo Guatemala (MTM)
- Surkuna Ecuador
- Asociación de Mujeres Axayacatl

## Repercusiones en políticas públicas

### Paraguay
La campaña ha tenido un impacto en las políticas públicas de Paraguay, logrando avances importantes en la protección de los derechos de las niñas, en el contexto de la violencia sexual y los embarazos forzados. Uno de los logros destacables fue la aprobación de la Ruta Única de Atención Integral del Abuso Sexual hacia Niños, Niñas y Adolescentes, esta fue una de las tres recomendaciones clave de la campaña. Esta ruta busca garantizar un tratamiento integral para las víctimas de abuso sexual, desde la atención médica hasta el apoyo psicológico y legal. Aunque la aprobación de esta medida se retrasó varias veces, su ratificación representó un paso fundamental para mejorar la respuesta institucional frente a los casos de abuso sexual en Paraguay.
Otro avance relevante fue la declaración del informe de Amnistía Internacional. como "interés nacional" por parte del Congreso de Paraguay. Esta declaración instó a las autoridades públicas a tomar medidas para prevenir la violencia sexual y asegurar la atención integral a las víctimas y promover la justicia transformadora. Este pronunciamiento se tradujo en un compromiso legislativo hacia la protección de los derechos de las niñas y la promoción de su bienestar
Además, varias comisiones del Senado de Paraguay establecieron una mesa técnica para revisar las conclusiones y recomendaciones del informe de Amnistía Internacional. En estas reuniones, participaron representantes del Ministerio de la Niñez y la Adolescencia con el objetivo de identificar las principales recomendaciones a seguir desde la perspectiva legislativa

## Impactos y logros
La campaña "Niñas, No Madres" ha logrado avances en América Latina, centrándose en la protección de los derechos de niñas forzadas a la maternidad tras vivir alguna situación de violencia sexual. Esta iniciativa ha jugado un papel fundamental en el reconocimiento de la maternidad forzada como un problema de derechos humanos y de salud pública.
Uno de los logros relevantes que ha logrado el movimiento es la presentación de casos ante el Comité de Derechos Humanos de la ONU en representación de niñas de Ecuador, Guatemala y Nicaragua, quienes fueron obligadas a llevar adelante embarazos resultantes de violación. Además, en 2021 se incluyó el caso de *Camila de Perú* (duda: puedo escribirlo en casos emblemático), ante el Comité de Derechos del Niño de la ONU. Estos casos buscan justicia y medidas para evitar la repetición de estas situaciones. La presentación de estos casos ha establecido un precedente que permite exigir justicia y cambios en las políticas a nivel regional.
Otro logro es el impulso del litigio internacional que comenzó en 2019, orientado a denuncia la falta de educación sexual integral y las restricciones legales que impiden el acceso al aborto seguro. Estos esfuerzos han contribuido a visibilizar la situación en América Latina. El movimiento también ha colaborado con organizaciones como Planned Parenthood para presionar a los Estados a proteger los derechos de las niñas y garantizar que puedan retomar sus sin ser forzadas a la maternidad

## Posturas críticas del movimiento
El movimiento Niñas, No Madres ha suscitado diversas reacciones en América Latina, no solo de apoyo, sino también de resistencia y críticas provenientes de sectores que priorizan posturas contrarias al aborto. Estos sectores denominados provida argumentan que iniciativas como esta promueven medidas que van en contra de la protección de la vida desde la concepción, un principio que consideran fundamental.
En Brasil, la influencia de grupos evangélicos ha sido notoria en la promoción de discursos y acciones que priorizan la continuidad del embarazo en menores de edad. En casos recientes, estas agrupaciones han liderado protestas masivas e, incluso, expuesto públicamente datos personales de niñas víctimas de abuso sexual para impedir procedimientos legales de aborto. En Guatemala, las posturas contrarias a movimientos como Niñas, No Madres se reflejan en políticas y discursos que priorizan la protección de la vida desde la concepción sobre los derechos reproductivos de las niñas. En este contexto, en marzo de 2022, Guatemala fue declarada “Capital Provida de Iberoamérica”. Este título fue promovido por grupos religiosos y sectores conservadores, refuerza una visión que defiende la “vida y la familia” y rechaza iniciativas vinculadas a los derechos sexuales y reproductivos En México, el movimiento provida ha influido en el contexto social y político, particularmente en relación con las decisiones legales recientes sobre el aborto. En 2021, tras la despenalización del aborto por parte de la Corte Suprema, miles de personas participaron en marchas provida bajo el lema de unidad y protección de la vida. Estas manifestaciones, organizadas por líderes religiosos y activistas sociales, buscaban promover un acuerdo nacional que priorizara a la mujer y la vida.